# Ordrup Strand
Ordrup Strand is een plaats in de Deense regio Seeland, gemeente Odsherred. De plaats telt 206 inwoners (2008).